# Eupithecidia variegata
Eupithecidia variegata là một loài bướm đêm trong họ Geometridae.